# Caso Tinoco
El caso Tinoco es un célebre litigio internacional entre Costa Rica y el Reino Unido, fallado mediante el Laudo Taft de 1923.

## Antecedentes
En los últimos días de la segunda administración de Federico Alberto Tinoco Granados, en Costa Rica, se efectuaron varios nombramientos remunerados en el servicio diplomático y consular de ese país y se dispuso pagar por adelantado y con largueza los sueldos de sus titulares, la mayoría de ellos parientes o amigos muy cercanos del Presidente de la República, entre ellos su hermano José Joaquín Tinoco Granados, a quien se nombró Ministro Plenipotenciario en Italia y se otorgaron cien mil dólares como sueldo adelantado por cuatro años. El Presidente, que estaba a punto de abandonar el país, recibió otros cien mil dólares a títulos de gastos de representación.
El monto total girado fue de 250,000 dólares, que se financió con divisas obtenidas del Royal Bank of Canada a cambio de 1,000,000 de colones en billetes nacionales, producto de una emisión inorgánica de última hora y llamados popularmente billetes sábana por su desmesurado tamaño.
En septiembre de 1919, la administración de Francisco Aguilar Barquero puso fuera de circulación los billetes sábana y rechazó las solicitudes del Royal Bank para que se le canjearan por moneda de curso legal.

## Protestas del Reino Unido
En julio de 1920, el Gobierno británico protestó ante el gobierno de Costa Rica con motivo de la inminente aprobación de la Ley de Nulidades, que declaraba inválidos todos los actos del gobierno de Tinoco. Esta nulidad afectaba la contratación con el Royal Bank y además el contrato Aguilar-Ferrer (llamado también Aguilar-Amory), suscrito en 1918 entre el régimen tinoquista y la empresa John M. Amory & Son para efectuar exploraciones petroleras en Costa Rica. Ambas reclamaciones fueron rechazadas.

## Primera convención Alvarado-Bennett
En enero de 1921 Costa Rica y El Reino Unido suscribieron la convención Alvarado-Bennett, mediante la cual se acordaba someter el diferendo relativo al contrato Aguilar-Ferrer al arbitraje del Ministro de España en Centroamérica y obtener de los tribunales costarricenses una decisión sobre la constitucionalidad de las contrataciones con el Royal Bank of Canada. Sin embargo, en febrero de 1921 el Congreso de Costa Rica no aprobó la convención.

## Segunda convención Alvarado-Bennett
En 1922 Costa Rica y El Reino Unido suscribieron la segunda convención Alvarado-Bennett, mediante la cual se acordó someter el diferendo al arbitraje del Presidente de la Corte Suprema de Justicia de los Estados Unidos de América. Esta segunda convención fue aprobada por el Congreso de Costa Rica en mayo de 1922 y sus ratificaciones se canjearon en marzo de 1923.

## El juicio arbitral
El juicio ante el árbitro William Howard Taft se inició a mediados de 1923. Costa Rica fue representada por el expresidente Alfredo González Flores. 
El 18 de octubre de 1923 el árbitro Taft dictó su fallo y puso fin al juicio, desechando el principal argumento de Costa Rica, que era la inexistencia jurídica del gobierno de Tinoco. Concluyó que éste había sido un gobierno efectivo, capaz de obligar internacionalmente al país. Sin embargo, también llegó a la conclusión de que las negociaciones entre el Gobierno de Costa Rica, el Royal Bank y la empresa John M. Amory & Son presentaban irregularidades graves y habían sido violatorias del ordenamiento jurídico costarricense, incluyendo en éste la Constitución y las leyes vigentes durante el régimen tinoquista. 
Por estas irregularidades las negociaciones habían estado viciadas de nulidad absoluta y las reclamaciones británicas carecían de asidero legal. 
El Laudo Taft sentó un importante precedente jurisprudencial internacional, al indicar que un Estado no podía excusarse de cumplir las obligaciones internacionales adquiridas por un gobierno anterior alegando la ilegitimidad jurídica de éste.
- Datos: Q5756515